# Tercera División de España (Grupo XI)
El Grupo XI de la Tercera División de España fue una de las 18 agrupaciones que conformaban la categoría y que reúnia a los equipos federados en la Federación de Fútbol de las Islas Baleares.
Actualmente era, para los clubes de esta comunidad autónoma, el cuarto nivel de competición de la Liga Española de Fútbol, por debajo de la Segunda División B, y por encima de la Primera Regional Preferente de las Islas Baleares, en la cual los clubes se distribuyen en 3 grupos según la isla a la que pertenezcan (uno para Mallorca, otro para Menorca y otro para Ibiza y Formentera).
El C.D. Ibiza Islas Pitiusas fue el último campeón del Grupo XI de la extinta Tercera División.
Fue sustituido en 2021 por el Grupo XI de la Tercera RFEF, quinto nivel del sistema de ligas de fútbol de España.

## Historia

### Época preautonómica
El Grupo XI de Tercera División apareció por primera vez en 1946, pero su duración fue efímera, de un solo año, puesto que era una época en la que la categoría estaba continuamente cambiando su estructura y el número de grupos que la formaban. En este primer periodo estuvieron participando equipos de las provincias de Albacete, Alicante y antigua de Murcia. Desapareció en 1947. 
Varios años más tarde, en 1954 resurgió tras la ampliación de 8 a 16 grupos que se llevó a cabo en la categoría y, aunque el área que abarcó varió con bastante frecuencia, tuvo una duración mayor. En su segundo periodo, desde este año hasta 1956, estuvieron participando conjuntos de las provincias de Cádiz (a excepción de Ceuta), Huelva, Sevilla y parte de la de Córdoba. 
En 1956 hubo un intercambio de equipos con los del Grupo XII, salvo los de la provincia cordobesa que se mantuvieron en este grupo. Este tercer periodo duró hasta 1968 y estuvieron participando conjuntos de las provincias de Almería, Córdoba, Granada, Jaén y Málaga, aunque en determinadas temporadas estuvieron participando equipos del Campo de Gibraltar y de Ceuta de la provincia gaditana y del centro y este de la provincia sevillana, además de que los conjuntos de Melilla (que pertenecían a la provincia malagueña) estuvieron jugando durante su primera temporada en otro grupo. En 1968 desapareció nuevamente el grupo al volver a reducirse a 8 los que conformaban la categoría.
Se debe tener en cuenta que las zonas indicadas en todo este periodo preautonómico son solo orientativas ya que existían muchísimas excepciones en las que determinados equipos participaban en otros grupos que, a priori, no le correspondían por la cercanía de su ciudad con las zonas de estos.

### Época autonómica
En la temporada 1979-80 de Tercera se creó por primera vez un grupo íntegramente de las Islas. Catorce equipos baleáricos de categoría regional ascendieron para unirse al CD Sporting Mahonés (que había jugado en la temporada 1978-79 en un grupo contra catalanes y valencianos), y a los que habían conseguido la permanencia en Tercera en la campaña anterior en otro grupo contra murcianos y valencianos: UD Poblense, CD Constancia, RCD Mallorca, CD Margaritense y CD Atlético Baleares. 
En ese momento la Tercera División sólo constaba de ocho grupos, así que al grupo balear le correspondió inicialmente la denominación de Grupo VIII. En la temporada siguiente se crearon cinco nuevos grupos en Tercera hasta un total de trece, cada uno de los cuales englobaba a los equipos federados en una, dos o tres regiones españolas, adaptándose a la nueva organización territorial de España que se inició durante esos años. En esta redistribución los equipos baleares quedaron encuadrados ya definitivamente en el Grupo XI, siendo sinónimo de Grupo Balear de Tercera desde entonces.

## Sistema de competición
Esta temporada tuvo un sistema de competición de transición, provocado por la paralización del fútbol no profesional a causa de la pandemia de Coronavirus. La Tercera División sufrió un proceso de transición en el que en la temporada 2021-2022 pasó de ser la cuarta categoría a nivel nacional a ser la quinta, y cambió su denominación a Tercera División RFEF. El lunes 14 de septiembre se confirmaron las bases de competición.
En la Primera Fase participaron veintidós clubes encuadrados en dos subgrupos de once equipos cada uno. Se enfrentaron en cada subgrupo todos contra todos en dos ocasiones -una en campo propio y otra en campo contrario- durante un total de 22 jornadas. El orden de los encuentros se decidió por sorteo antes de empezar la competición. La Federación de Fútbol de Islas Baleares fue la responsable de designar las fechas de los partidos y los árbitros de cada encuentro, reservando al equipo local la potestad de fijar el horario exacto de cada encuentro.
Una vez finalizada la Primera Fase los tres primeros clasificados avanzaron a la Segunda Fase para Segunda División RFEF, los clasificados entre la cuarta y sexta posición lo hicieron a la Segunda Fase por la Fase Final para Segunda División RFEF / Play Off de Ascenso a Segunda División RFEF, y el resto disputaron la Segunda Fase por la Permanencia en Tercera División RFEF. Los puntos obtenidos, así como los goles, tanto a favor como en contra, se arrastraron a la siguiente fase, comenzado cada equipo su fase específica con los puntos y goles obtenidos en la Primera Fase.
En la Segunda Fase para Segunda División RFEF participaron seis clubes en un único grupo. Se rescataron los puntos obtenidos en la Primera Fase y se enfrentaron tan solo los equipos que hayan estado en distintos subgrupos en dos ocasiones -una en campo propio y otra en campo contrario- durante un total de 6 jornadas. El orden de los encuentros se decidió por sorteo antes de empezar la Fase. Los dos primeros clasificados ascendieron directamente a la nueva Segunda RFEF, mientras que los otros cuatro equipos disputaron la Fase Final de Eliminatorias a Segunda División RFEF / Play Off de Ascenso a Segunda División RFEF.
En la Segunda Fase por el Play Off de Ascenso a Segunda División RFEF participaron seis clubes en un único grupo. Se rescataron los puntos obtenidos en la Primera Fase y se enfrentaron tan solo los equipos que hayan estado en distintos subgrupos en dos ocasiones -una en campo propio y otra en campo contrario- durante un total de 6 jornadas. El orden de los encuentros se decidió por sorteo antes de empezar la Fase. Los dos primeros clasificados disputaron la Fase Final de Eliminatorias a Segunda División RFEF / Play Off de Ascenso a Segunda División RFEF, mientras que los otros cuatro equipos participarán en Tercera División RFEF.
En la Segunda Fase por la Permanencia en Tercera División RFEF participaron diez clubes en un único grupo. Se rescataron los puntos obtenidos en la Primera Fase y se enfrentan tan solo los equipos que hayan estado en distintos subgrupos en dos ocasiones -una en campo propio y otra en campo contrario- durante un total de 10 jornadas. El orden de los encuentros se decidió por sorteo antes de empezar la Fase. Los seis últimos clasificados descendieron directamente a las categorías Regionales de Ibiza-Formentera, Mallorca y Menorca, mientras que los cuatro primeros participarán en Tercera División RFEF.
El ganador de un partido obtuvo tres puntos, el perdedor cero puntos, y en caso de empate hubo un punto para cada equipo. 
Por último la Fase Final de Ascenso a Segunda División RFEF / Play Off de Ascenso a Segunda División RFEF la disputaron seis clubes en formato de eliminatorias a partido único, ejerciendo de local el equipo con mejor clasificación. En la primera ronda compitieron los dos primeros clasificados de la Fase Intermedia y los clasificados en quinta y sexta posición de la Segunda Fase de Ascenso. Los vencedores de esta ronda jugaron la segunda eliminatoria donde se incorporaron los clasificados en tercera y cuarta posición de la Segunda Fase de Ascenso. Los vencedores disputaron una final de la que salió la tercera plaza de ascenso a Segunda División RFEF.

## Palmarés
En ambos palmareses se tiene en cuenta a partir de la temporada 1980-81, es decir, desde que el grupo abarca la zona de ámbito actual (Islas Baleares).
Los nombres de los clubes que aparecen en cursiva y con una † han desaparecido.

### Palmarés de campeonatos
El palmarés se encuentra actualizado hasta la temporada 2020-21 inclusive.
| Club                      | Campeonatos | Subcampeonatos | Temporadas de los campeonatos                                                   | Temporadas de los subcampeonatos            |
| ------------------------- | ----------- | -------------- | ------------------------------------------------------------------------------- | ------------------------------------------- |
| R. C. D. Mallorca "B"     | 9           | 4              | 1984-85, 1985-86, 1988-89, 1993-94, 1994-95, 2008-09, 2013-14, 2015-16, 2017-18 | 2005-06, 2006-07, 2007-08, 2018-19          |
| C.E. Constància           | 6           | 5              | 1982-83, 1983-84, 1996-97, 1998-99, 2004-05, 2011-12                            | 1980-81, 1981-82, 1997-98, 1999-00, 2002-03 |
| C.D. Atlético Baleares    | 5           | 5              | 1997-98, 1999-00, 2000-01, 2001-02, 2007-08                                     | 1985-86, 1986-87, 1993-94, 1994-95, 1996-97 |
| S.C.R. Peña Deportiva     | 4           | 3              | 2003-04, 2005-06, 2012-13, 2018-19                                              | 1992-93, 2009-10, 2013-14                   |
| U.D. Poblense             | 3           | 5              | 1980-81, 1981-82, 2019-20                                                       | 1998-99, 2010-11, 2012-13, 2016-17, 2017-18 |
| C.D. Manacor              | 3           | 4              | 1989-90, 1992-93, 2010-11                                                       | 1982-83, 1983-84, 1991-92, 2004-05          |
| S.D. Formentera           | 2           | 1              | 2014-15, 2016-17                                                                | 2015-16                                     |
| S.D. Ibiza †              | 1           | 3              | 1991-92                                                                         | 1987-88, 1988-89, 1990-91                   |
| C.F. Sporting Mahonés     | 1           | 1              | 1986-87                                                                         | 2008-09                                     |
| C.F. Playas de Calviá     | 1           | 1              | 1990-91                                                                         | 1995-96                                     |
| C.D. Ibiza Islas Pitiusas | 1           | 1              | 2020-21                                                                         | 2019-20                                     |
| C.D. Santa Ponsa †        | 1           | 0              | 1987-88                                                                         |                                             |
| C.F. Sóller               | 1           | 0              | 1995-96                                                                         |                                             |
| C.F. Vilafranca           | 1           | 0              | 2002-03                                                                         |                                             |
| U.D. Ibiza-Eivissa        | 1           | 0              | 2006-07                                                                         |                                             |
| C.D. Ferriolense          | 0           | 2              |                                                                                 | 2000-01, 2001-02                            |
| C.D. Murense              | 0           | 1              |                                                                                 | 1984-85                                     |
| C.D. Alayor               | 0           | 1              |                                                                                 | 1989-90                                     |
| C.D. Santañí              | 0           | 1              |                                                                                 | 2003-04                                     |
| C.D. Binisalem            | 0           | 1              |                                                                                 | 2011-12                                     |
| C.D. Llosetense           | 0           | 1              |                                                                                 | 2014-15                                     |
| C.D. Andrach              | 0           | 1              |                                                                                 | 2020-21                                     |

El criterio de clasificación del Palmarés de campeonatos es el siguiente: 1º: Número de campeonatos; 2º: Número de subcampeonatos; 3º: Temporada más antigua en conseguir el campeonato; 4º: Temporada más antigua en conseguir el subcampeonato.

### Palmarés de clasificaciones para el ascenso
El palmarés se encuentra actualizado hasta la temporada 2017-18 inclusive.
Las temporadas que están indicadas en negrita son aquellas en las que los clubes lograron un ascenso a Segunda División B; y en aquellas temporadas en las que aparezca un * al lado de donde se indica la posición, no hubo promoción de ascenso, por lo que los clubes ascendieron directamente. 
| Club                   | Clasificaciones para el ascenso | Ascensos | TemporadasPosición |
| ---------------------- | ------------------------------- | -------- | --- |
| C.E. Constància        | 16                              | 1        | 1980-812, 1981-822, 1982-831, 1983-841, 1996-971, 1997-982, 1998-991, 1999-002, 2000-015, 2001-023, 2002-032, 2004-051, 2009-103, 2010-113, 2011-121, 2015-164 |
| C.D. Atlético Baleares | 15                              | 3        | 1985-862, 1986-872*, 1990-913, 1991-923, 1993-942, 1994-952, 1995-963, 1996-972, 1997-981, 1998-994, 1999-001, 2000-011, 2001-021, 2007-081, 2009-101          |
| R. C. D. Mallorca "B"  | 15                              | 6        | 1984-851, 1985-861, 1988-891*, 1991-924, 1992-933, 1993-941, 1994-951, 2005-062, 2006-072, 2007-082, 2008-091, 2013-141, 2015-161, 2017-181, 2018–192          |
| S.C.R. Peña Deportiva  | 14                              | 3        | 1992-932, 1999-004, 2001-025, 2003-041, 2004-053, 2005-061, 2007-083, 2009-102, 2012-131, 2013-142, 2014-153, 2015-163, 2016-174, 2018-191                     |
| U.D. Poblense          | 13                              | 1        | 1980-811, 1981-821, 1994-954, 1995-964, 1998-992, 2002-034, 2003-043, 2006-073, 2010-112, 2012-132, 2016-172, 2017-182, 2018–193                               |
| C.D. Manacor           | 11                              | 4        | 1982-832, 1983-842, 1989-901*, 1991-922, 1992-931, 1996-974, 1999-003, 2000-014, 2002-033, 2004-052, 2010-111                                                  |
| S.D. Formentera        | 6                               | 1        | 2012-133, 2013-143, 2014-151, 2015-162, 2016-171,2018-194 |
| C.F. Sporting Mahonés  | 5                               | 2        | 1986-871*, 1997-983, 2004-054, 2005-064, 2008-092 |
| C.F. Vilafranca        | 5                               | 0        | 1997-984, 2000-013, 2001-024, 2002-031, 2003-044 |
| C.D. Binisalem         | 4                               | 1        | 2008-094, 2010-114, 2011-122, 2013-144 |
| C.F. Sóller            | 3                               | 1        | 1994-953, 1995-961, 1996-971 |
| C.F. Playas de Calviá  | 3                               | 0        | 1990-911, 1992-934, 1995-962 |
| C.D. Santañí           | 3                               | 0        | 2003-042, 2007-084, 2008-093 |
| C.D. Ferriolense       | 3                               | 0        | 1998-993, 2005-063, 2009-104 |
| S.D. Ibiza †           | 2                               | 1        | 1990-912, 1991-921 |
| C.D. Llosetense        | 2                               | 1        | 2011-123, 2014-152 |
| C.D. Serverense        | 2                               | 1        | 1986-873*, 1993-944 |
| U.D. Ibiza-Eivissa     | 2                               | 1        | 2006-071, 2017-183 |
| C.D. Montuiri †        | 2                               | 0        | 1993-943, 2011-124 |
| U.D. Alcudia           | 2                               | 0        | 2012-134, 2016-173 |
| C.D. Santa Ponsa †     | 1                               | 1        | 1987-881* |
| C.D. Murense           | 1                               | 0        | 1984-852 |
| C.D. Cala d'Or         | 1                               | 0        | 1990-914 |
| C.D. Margaritense      | 1                               | 0        | 2006-074 |
| C.E. Mercadal          | 1                               | 0        | 2014-154 |
| C.D. Felanich          | 1                               | 0        | 2017-184 |

El criterio de clasificación del Palmarés de clasificaciones para el ascenso es el siguiente: 1º: Número de clasificaciones para el ascenso; 2º: Número de ascensos; 3º: Número de primeros puestos con clasificación para el ascenso; 4º: Número de segundos puestos con clasificación para el ascenso; 5º: Número de terceros puestos con clasificación para el ascenso; 6º: Número de cuartos puestos con clasificación para el ascenso; 7º: Número de quintos puestos con clasificación para el ascenso; 8º: Temporada más antigua en conseguir una clasificación.